# Izolacja wodochronna
Izolacja wodochronna, hydroizolacja – zabezpieczenie elementów budynku lub budowli przed wpływem wilgoci związanej przede wszystkim z wodą gruntową.
Izolacje wodochronne dzielą się na:
- izolacje przeciwwilgociowe – chronią obiekty przed działaniem wody niewywierającej ciśnienia na dany element. Stosowane w przypadku budynków posadowionych na gruntach przepuszczalnych takich jak: żwiry i piaski powyżej poziomu wody gruntowej.
- izolacje przeciwwodne – chronią przed działaniem wody wywierającej ciśnienie hydrostatyczne (element znajduje się poniżej poziomu wody gruntowej) i wtedy, gdy woda zalega w pobliżu konstrukcji. Niezbędne również w przypadku gdy istnieje możliwość okresowego podnoszenia poziomu wód gruntowych ponad poziom podłogi piwnic[1].
- izolacje parochronne – zabezpieczają przed przenikaniem pary wodnej, wykonywane najczęściej jako jednowarstwowe przekładki z folii polietylenowej lub papy ułożone "na sucho", czyli bez przyklejania do podłoża.
- izolacje bezspoinowe – zabezpieczają przez przenikaniem wody, które chronią głównie dachy, wykonane są na bazie mas dyspersyjnych Suprabit i Dysperbit zbrojone włókninami i wykończone posypkami mineralnymi lub ALU masą.

Izolacje przeciwwilgociowe występują także w pomieszczeniach, w których z racji pełnionej przez nie funkcji, występuje większa możliwość zalania wodą ścian lub posadzki (np. łazienki, kuchnie w restauracjach, pomieszczenia technologiczne w zakładach przemysłowych o mokrych procesach produkcji lub o wymogach częstego zmywania wodą posadzek i ścian itp.; są to tzw. pomieszczenia mokre).
W zależności od stopnia narażenia na zawilgocenie, naporu ciśnienia wody itp. izolacje przeciwwilgociowe i przeciwwodne dzielą się na:
- lekkie – stosowane w celu ochrony podziemnych części budynku w gruntach suchych przed przenikaniem wilgoci w kierunku bocznym. Wykonywane są jako powłoki bezspoinowe jedno lub dwuwarstwowe z różnych mas asfaltowych, lepików i emulsji.
- średnie – stosowane przy zabezpieczeniu budynku przed bezpośrednim działaniem wody opadowej lub przesiąkaniem jej w kierunku poziomym i pionowym. Wykonywane są z powłok asfaltowych z pojedynczą lub podwójną wkładką z papy albo jako powłoki z mas asfaltowych odpowiedniej grubości.
- ciężkie – stosowane przy zabezpieczeniu budynku lub budowli przed bezpośrednim naporem wód gruntowych (woda działająca pod ciśnieniem). Wykonywane jako powłoki asfaltowe lub z żywic syntetycznych z odpowiednią ilością wkładek z papy, folii PCW, cienkiej blachy itp.

Prawidłowo wykonana izolacja musi zachować ciągłość na powierzchni zabezpieczanego elementu budynku lub budowli oraz przy przejściu pomiędzy elementami (np. z posadzki na ścianę, z fundamentu na ścianę itp.).
Zabezpieczenie powierzchni dachu przed wodą deszczową nazywane jest pokryciem dachowym.